# Robert M. La Follette, Sr.
Robert M. La Follette, Sr. (Primrose, 1855. június 13. – Washington, 1925. június 18.) az Amerikai Egyesült Államok szenátora (Wisconsin, 1906–1925).